# Übersee
Übersee – miejscowość i gmina w południowo-wschodnich Niemczech, w kraju związkowym Bawaria, w rejencji Górna Bawaria, w regionie Südostoberbayern, w powiecie Traunstein. Leży około 12 km na południowy zachód od Traunsteinu, nad jeziorem Chiemsee, przy autostradzie A8 i linii kolejowej Monachium – Salzburg.

## Demografia
Dane o ludności z 31 grudnia 2008:
| Opis                                | Ogółem | Ogółem | Kobiety | Kobiety | Mężczyźni | Mężczyźni |
| ----------------------------------- | ------ | ------ | ------- | ------- | --------- | --------- |
| Jednostka                           | osób   | %      | osób    | %       | osób      | %         |
| Populacja                           | 4865   | 100    | 2527    | 51,94   | 2338      | 48,06     |
| Wiek przedprodukcyjny (0–17 lat)    | 975    | 20,04  | 487     | 10,01   | 488       | 10,03     |
| Wiek produkcyjny (18–65 lat)        | 2959   | 60,82  | 1505    | 30,94   | 1454      | 29,89     |
| Wiek poprodukcyjny (powyżej 65 lat) | 931    | 19,14  | 535     | 11      | 396       | 8,14      |

## Polityka
Wójtem gminy jest Marc Nitschke z CSU, wcześniej był nim Franz Gnadl, rada gminy składa się z 16 osób.
|      | CSU | SPD | Zieloni | FBL | BP | Razem |
| 2008 | 6   | 3   | 1       | 5   | 1  | 16    |
| 2002 | 6   | 4   | 1       | 3   | 2  | 16    |